# 托斯頓·諾登費爾特

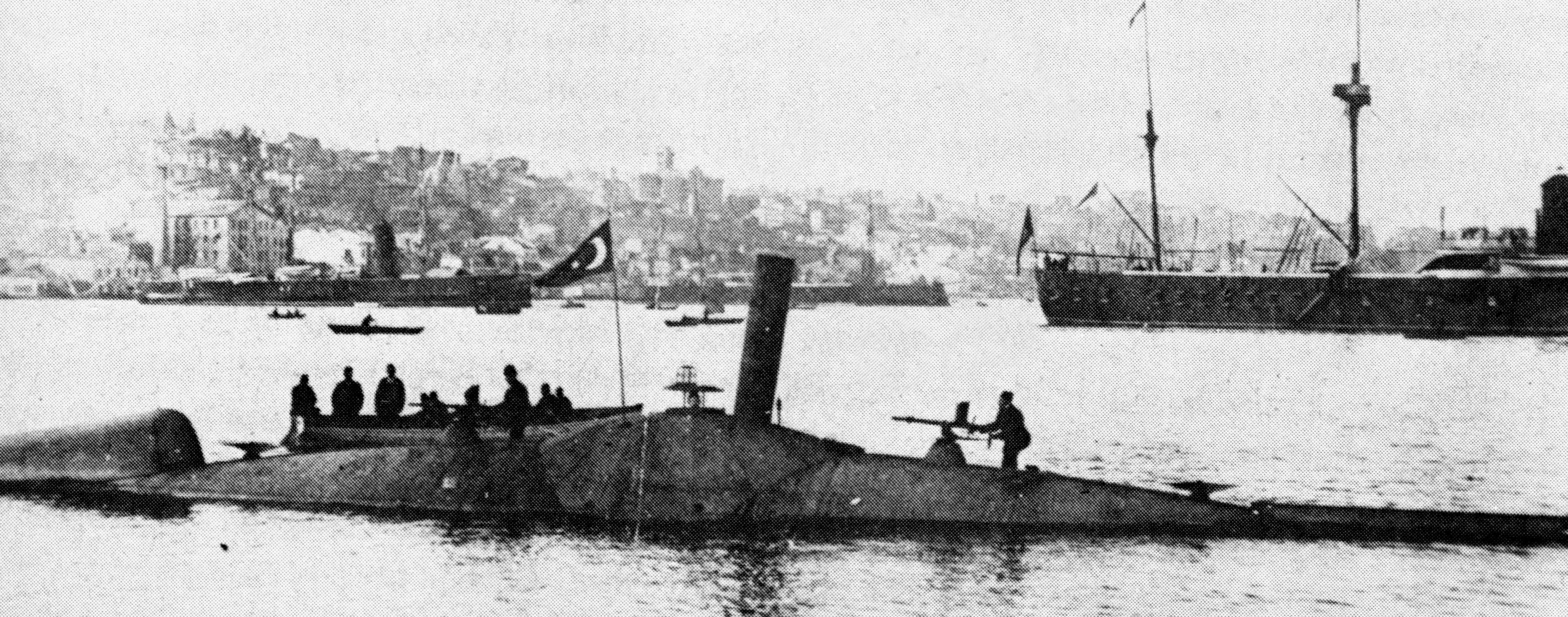
鄂圖曼帝國的諾登費爾特級潛艇「阿卜杜勒·哈米德號」（1886 年）是史上第一艘從水下發射魚雷的潛艇。該級潛艇共有兩艘，即諾登費爾特二號（阿卜杜勒·哈米德號潛艇）和諾登費爾特三號（阿卜杜勒·梅西德號），都加入了鄂圖曼艦隊。這兩艘潛艇由英國的Des Vignes公司（切特西）和維克斯公司（謝菲爾德）分段建造，並在土耳其伊斯坦堡的塔什克扎克海軍造船廠（Taşkızak）組裝。

托斯頓·諾登費爾特 （Thorsten Nordenfelt，1842年3月1日- 1920年2月8日）是一名瑞典的發明家和實業家。

## 經歷
諾登費爾特出生在瑞典欣納郊外的厄比，是一名上校的兒子。諾登費爾特的姓氏經常被拼寫為Nordenfeldt，不過托斯頓與其兄弟總是拼寫為 Nordenfelt，1881年的人口普查顯示它為 Nordenfelt。那一年居住在倫敦西部帕丁頓阿克斯橋路的倫斯特旅馆。
托斯頓於1862年至1866年在倫敦的一家瑞典公司工作，1867年與Emma Stansfeld Grundy結婚並移民英國。
1887 年，托斯頓·諾登費爾特和他的姐夫合開了一間小公司，以瑞典鋼材換取英國鐵軌。後來他創立了諾登費爾特槍械和彈藥公司，開發了一種由赫爾格·帕姆克蘭茨設計的機關槍，被稱為諾登費爾特槍。他的公司還設計了一系列口徑的反魚雷艇防禦炮，口徑為37到57毫米，在埃里思、肯特、斯德哥爾摩和西班牙生產。受到英國羅斯柴爾德和維克斯公司的兢爭壓力，公司於1888年與海勒姆·馬克沁的公司合併，組成馬克沁-諾登費爾特槍械和彈藥公司。
諾登費爾特個人破產後，1890年被迫離開馬克沁-諾登費爾特公司，離開英國前往法國，並成立新公司諾登費爾特公司（Société Nordenfelt），設計了法75野戰炮使用的偏心鏍式炮閂。隨後針對諾登費爾特曾簽署的非競爭條款採取了法律行動（ 諾登費爾特與馬克沁-諾登費爾特槍械和彈藥公司的訴訟）。
1903年他回到瑞典退休。

## 潛艇
托斯頓·諾登費爾特與英國牧師喬治·加勒特（George Garrett）討論後，生產了一系列蒸汽動力潜艇。第一艘是諾登費爾特一號（Nordenfelt I），重56噸、長19.5公尺，這類似於加勒特命運多舛的復活號潛艇 （1879 年），其航程240公里，配有一枚魚雷和一挺25.4毫米機關槍，由博林德公司（Bolinders）於1884-1885年在斯德哥爾摩製造。諾登費爾特一號與復活號一樣，使用100馬力的蒸汽機在水面上航行，最高航速為9節，下潛會在關閉引擎後進行。該潛艇被希臘政府買下，1886年被運到比雷埃夫斯港。經測試後，再也未被希臘海軍使用，1901年被報廢。
諾登費爾特隨後於1886年和1887年建造了諾登費爾特二號（Nordenfelt II ，即阿卜杜勒·哈米德號潛艇）和諾登費爾特三號（Nordenfelt III，即阿卜杜勒·梅西德號）這是一對30公尺長的潛艇，配有雙魚雷發射管，為鄂圖曼帝國海軍所使用。阿卜杜勒·哈米德號是史上第一艘在水下發射魚雷的潛艇。諾登費爾特的工作在1887年達到高潮，他製造了諾登費爾特四號（Nordenfelt IV），配備了雙引擎和雙魚雷。這艘艦艇被賣給了俄羅斯，但被證明不穩定，在日德蘭外礁擱淺；俄羅斯人拒絕付款而遭報廢。
阿卜杜勒·哈米德號和阿卜杜勒·梅西德號於1914年時位於伊斯坦堡。這兩艘潛艇曾一度被考慮用於港口防禦，但後來發現其船體腐蝕過於嚴重。